# Ciutat esportiva d'Anoeta
La Ciutat esportiva d'Anoeta (en basc: Anoetako kirolgunea) és una zona esportiva situada al sud de la ciutat de Donostia (Sant Sebastià), País Basc. Inclou diverses instal·lacions, destacant l'Estadi d'Anoeta com el seu principal camp esportiu, seu de la Reial Societat de la primera lliga espanyola de futbol.

## Instal·lacions esportives
- Estadi d'Anoeta
- Palau de la pista de gel de Txuri Urdin
- Velòdrom Antonio Elorza, també conegut com a Velòdrom d'Anoeta
- Miniestadi de la Ciutat
- Poliesportiu Municipal Jose Antonio Gasca
- Centre esportiu i piscines de la ciutat Paco Yoldi
- Frontó Ciutat d'Anoeta
- Frontó Atano III
- Sala de tir amb arc de l'Ajuntament
- Pràctica de carabina d'aire comú
- Tribunal Municipal d'Arts Marcials
- Centre d'escacs

## Clubs esportius
- Equip d'hoquei sobre gel CHH Txuri Urdin
- Equip de futbol de la Reial Societat

## Espais culturals
- Centre Cultural Ernest Lluch
- Museu de la Reial Societat

## Gestió pública
- Centre d'Informació Juvenil
- Kirol-Etxea
- Donostia Kirola